# TT84
La tombe thébaine TT 84 est située à Cheikh Abd el-Gournah, dans la nécropole thébaine, sur la rive ouest du Nil, face à Louxor en Égypte.
C'est la sépulture d'Amonedjeh, Prince, hérault royal en chef, intendant du Palais à la XVIIIe dynastie. Elle a été usurpée par un nommé Méry.